# Polyen de Lampsaque
Pour l'écrivain militaire, voir Polyen.
Polyen de Lampsaque (mort en -278) est un philosophe épicurien originaire de Lampsaque.

## Biographie
Après avoir rencontré Épicure à Lampsaque, il devient son disciple et vint s'installer a Athènes. Sa formation première était la géométrie, mais il renonça finalement cette discipline en entrant dans la mouvance épicurienne. Il mourut peu avant Épicure.
Il eut lui-même comme jeune disciple Pythoclès, qu'il s'attacha a éduquer selon les préceptes philosophiques.
Aux dires de Philodème, il fut d'un abord agréable, au point d'entretenir des bonnes relations avec les autres écoles philosophiques. Son importance dans l'école semble être attesté par le fait qu'il fut un des interlocuteurs d'Épicure dans son ouvrage intitulé Le Banquet.

## Ses idées philosophiques
Il semble avoir en partie délaissé les études géométriques sous l'injonction d'Épicure. Réputé parmi les épicuriens pour avoir souvent disserté par sentences.

## Ses œuvres
- Les définitions[1]
- Apories[2]
- La Philosophie
- La Lune (peut-être apocryphe)